# La Roche-de-Rame
La Roche-de-Rame – miejscowość i gmina we Francji, w regionie Prowansja-Alpy-Lazurowe Wybrzeże, w departamencie Alpy Wysokie.

## Demografia
Według danych na rok 1990 gminę zamieszkiwały 702 osoby, a gęstość zaludnienia wynosiła 17 osób/km². W styczniu 2015 r. La Roche-de-Rame zamieszkiwały 874 osoby, przy gęstości zaludnienia wynoszącej 21,6 osób/km².